# Asmara
Asmara  (em tigrínio Asmera) é a capital e a maior cidade da Eritreia. Localiza-se a uma altitude de 2325 metros. Tem cerca de 700 mil habitantes. Era uma aldeia quando foi escolhida para capital da região, então pertencente à Etiópia, na década de 1880. Foi dominada pelos italianos entre1889 e 1941, pelos britânicos entre 1941 e 1950 e pelos etíopes até 1993. Os produtos têxteis, os calçados, a cerâmica, a carne e a cerveja são os principais produtos de sua indústria. Em 2017, a cidade foi declarada Património Mundial da UNESCO.

## História
Asmara surgiu no século XII, a partir de quatro vilas como entreposto comercial, e, posteriormente, como capital do príncipe Ras Alula. Foi colonizada pela Itália em 1889, convertendo-se na capital nacional em 1897. Nos últimos anos da década de 1930, os italianos mudaram a imagem da cidade, com novas estruturas e novos prédios; foi chamada, então, de Piccola Roma (Pequena Roma). Atualmente, a maior parte dos edifícios são de origem italiana, e alguns lugares possuem nomes no idioma referido (por exemplo, "Bar Vittoria", "Pasticceria moderna", "Casa del formaggio", "Ferramenta"). Durante a guerra pela independência da Etiópia, o aeroporto da cidade ganhou grande importância no conflito, e foi usado pelos eritreus para obter armas e suprimentos do exterior.
Em 1991, foi conquistada a pela Frente de Liberação Popular da Eritreia na guerra da independência, e as tropas do exército etíope renderam-se sem lutar, em 24 de maio de 1991.

## Demografia
A população de Asmara, de cerca de 564.000 habitantes, faz dela a maior cidade da Eritreia, sendo que todos os grupos étnicos estão representados na capital. Os maiores grupos são os povos Tigrínio (77%) e o Tigre (15%). Em Asmara, a língua principal é a língua tigrínia. O árabe, o italiano e o inglês também são largamente falados e compreendidos.
Segundo o censo nacional, realizado pelo governo eritreu em 2003, 99,67% das residências de Asmara tinham acesso a água potável. O índice de alfabetização, para os homens, é de 95,2%, e, para as mulheres, 89,95%, o mais alto do país, para ambos os sexos. Dentre os nascidos em Asmara constam nomes como Bruno Lauzi, Isaias Afewerki, Marina Colasanti e Remo Girone.
A evolução histórica da população de Asmara é apresentada na seguinte tabela:

### Ítalo-eritreus
A cidade possui uma significativa população de ítalo-eritreus. São pessoas nascidas na Eritreia, descendentes dos colonizadores italianos, assim como italianos residentes no país  de longa data. Estes eritreus nascidos de uniões inter-raciais são chamados de hanfets. Seus ancestrais datam do início da colonização italiana na Eritreia, ao final do século XIX, mas, apenas após a Segunda Guerra Ítalo-Etíope, em 1935, eles chegaram em maior número. No censo da Eritreia de 1939, havia mais de 75 000 ítalo-eritreus (mais que 10% da população do país), sendo que a maioria deles (53 000) viviam em Asmara. Muitos colonizadores italianos abandonaram a Eritreia após sua conquista pelos aliados em novembro de 1941, e seu número foi reduzido a 38.000 em 1946. Entretanto, muitos dos italianos permaneceram durante o período de descolonização após a Segunda Guerra Mundial, e foram assimilados à sociedade eritreia; alguns poucos são apátridas hoje, já que a nenhum deles foi concedida cidadania, a não ser através de casamento, ou, mais raramente, pelo Estado tê-la conferido.
| 1910                                                   | 1.000  | 390.000   | 24.000  |
| 1935                                                   | 3.100  | 610.000   | 47.000  |
| 1939                                                   | 76.000 | 740.000   | 103.000 |
| 1946                                                   | 38.000 | 870.000   | 88.000  |
| 2008                                                   | 900    | 4.500.000 | 610.000 |
| A população ítalo-eritreia na Eritreia, de 1910 a 2008 |        |           |         |

Atualmente, há aproximadamente 900 ítalo-eritreus permanecendo na região de Asmara. Contudo, há uma estimativa de 100.000 descendentes de ítalo-eritreus na cidade de Asmara.

## Clima
Asmara conta com uma variante local do clima semiárido, com verões quentes, mas não excessivamente, e invernos frescos. Devido à sua altitude de 2.325 metros sobre o nível do mar, as temperaturas são relativamente suaves em uma cidade localizada a pouca distância do deserto. Asmara tem uma média de 501 milímetros de precipitação anual. Raramente pode nevar na cidade. Julho e agosto formam a curta temporada de chuvas, já que, em média, cerca 60% das precipitações anuais de Asmara concentram-se nestes meses. Ao contrário, janeiro e fevereiro são os meses mais secos, com uma média de apenas 4 milímetros de precipitação, para o conjunto dos dois meses.
| Dados climatológicos para Asmara, Eritreia       | Dados climatológicos para Asmara, Eritreia | Dados climatológicos para Asmara, Eritreia | Dados climatológicos para Asmara, Eritreia | Dados climatológicos para Asmara, Eritreia | Dados climatológicos para Asmara, Eritreia | Dados climatológicos para Asmara, Eritreia | Dados climatológicos para Asmara, Eritreia | Dados climatológicos para Asmara, Eritreia | Dados climatológicos para Asmara, Eritreia | Dados climatológicos para Asmara, Eritreia | Dados climatológicos para Asmara, Eritreia | Dados climatológicos para Asmara, Eritreia | Dados climatológicos para Asmara, Eritreia |
| Mês                                              | Jan                                        | Fev                                        | Mar                                        | Abr                                        | Mai                                        | Jun                                        | Jul                                        | Ago                                        | Set                                        | Out                                        | Nov                                        | Dez                                        | Ano                                        |
| ------------------------------------------------ | ------------------------------------------ | ------------------------------------------ | ------------------------------------------ | ------------------------------------------ | ------------------------------------------ | ------------------------------------------ | ------------------------------------------ | ------------------------------------------ | ------------------------------------------ | ------------------------------------------ | ------------------------------------------ | ------------------------------------------ | ------------------------------------------ |
| Temperatura máxima média (°C)                    | 23                                         | 24                                         | 25                                         | 25                                         | 26                                         | 26                                         | 22                                         | 21                                         | 24                                         | 22                                         | 22                                         | 22                                         | 23,5                                       |
| Temperatura mínima média (°C)                    | 6                                          | 7                                          | 9                                          | 10                                         | 11                                         | 12                                         | 12                                         | 12                                         | 10                                         | 9                                          | 8                                          | 7                                          | 9,4                                        |
| Precipitação (mm)                                | 1                                          | 3                                          | 12                                         | 30                                         | 42                                         | 37                                         | 174                                        | 145                                        | 25                                         | 7                                          | 21                                         | 4                                          | 501                                        |
| Fonte: Clima e Temperatura 17 de janeiro de 2012 |                                            |                                            |                                            |                                            |                                            |                                            |                                            |                                            |                                            |                                            |                                            |                                            |                                            |

## Economia

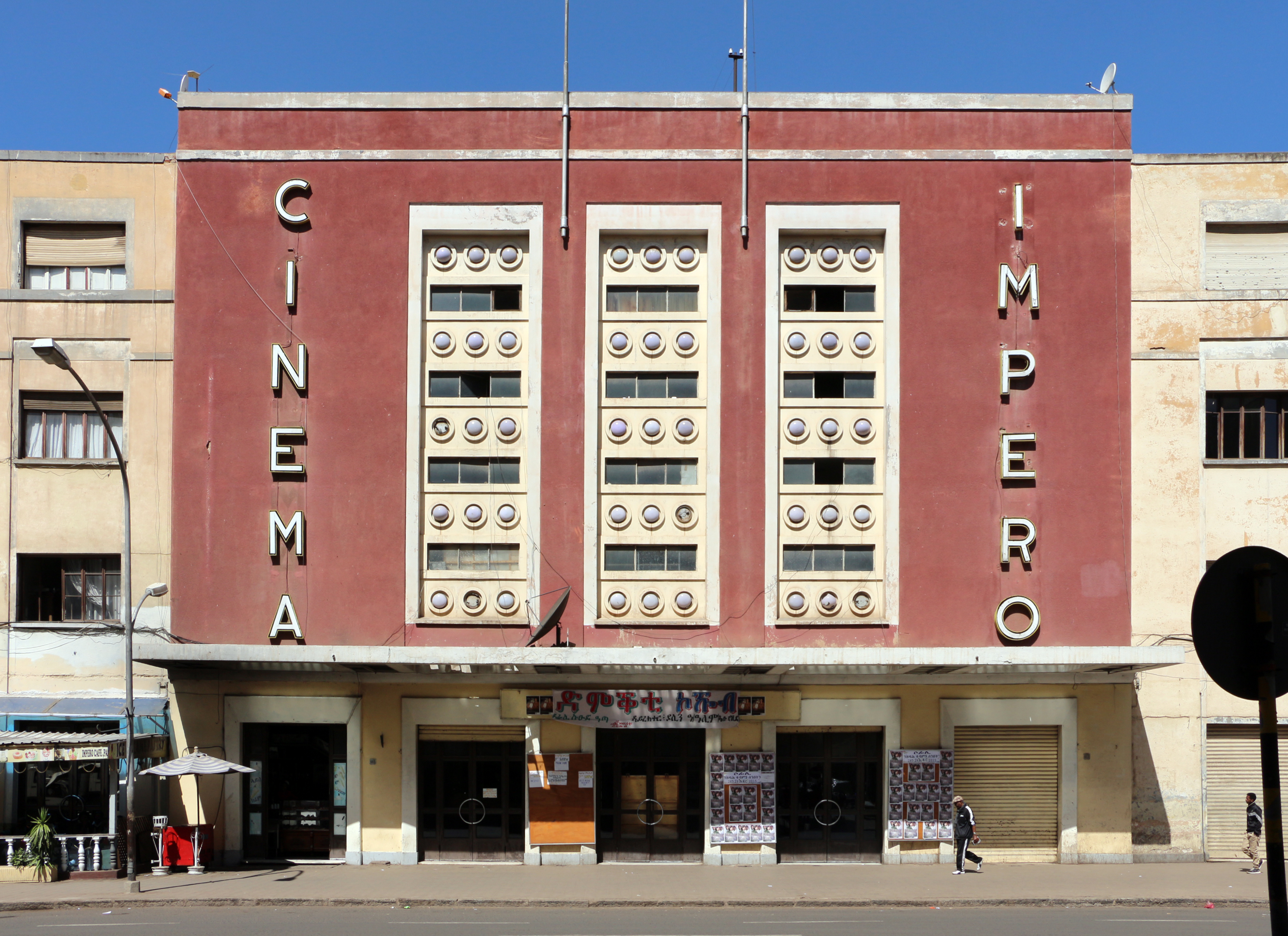
Cinema Impero em Asmara

Como a capital e maior cidade da Eritreia, a maioria das empresas do país têm suas sedes em Asmara. A cidade já foi uma cidade industrial. Durante o período colonial, Asmara era o centro administrativo colonial da África Oriental Italiana. Quando os britânicos chegaram ao país, em 1941, muitas empresas foram fechadas ou realocadas fora de Asmara. Esta tendência continuou sob a ocupação etíope.
Mais recentemente, as empresas aéreas Eritrean Airlines e Nasair estabeleceram suas sedes em Asmara. A Corporação Eritreia de Telecomunicações também tem sua sede na cidade. Além disso, a emissora estatal de televisão Eri-TV tem estúdios localizados em vários pontos da capital.

## Educação

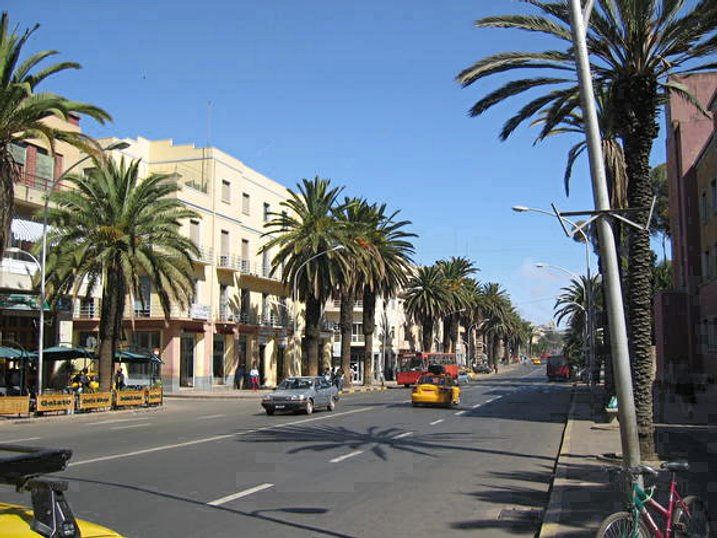
Rua de Asmara

Localizam-se em Asmara a maioria das faculdades e universidades do país. A cidade sempre foi o centro educacional do país. Nela, localizam-se muitas escolas de ensino fundamental e médio, e, até as recentes aberturas de universidades em Mai Nefhi e Saua, a única universidade no país era a Universidade de Asmara. Durante o período de anexação à Etiópia, a Universidade de Asmara estava ligada à maior universidade etíope, a Universidade de Addis Ababa. Desde a independência eritreia, muitos campus foram abertos no país, principalmente para Medicina e Engenharia.

### Universidades e escolas
| Universidade                        | Telefone       | Fax            |
| ----------------------------------- | -------------- | -------------- |
| Universidade de Asmara              | (291)-1-161926 | (291)-1-162236 |
| Instituto de Tecnologia da Eritreia | N/D            | N/D            |
| Escola Médica Orotta                | N/D            | N/D            |
| Faculdade de Ciências da Saúde      | (291)-1-124761 | N/D            |

## Turismo
Na cidade, encontra-se o Museu Nacional da Eritreia, e é conhecida pelos seus edifícios do início do século XX, incluindo o Art Déco do Cinema Impero, o cubista Africa Pension, a eclética Catedral Ortodoxa Eritreia e a antiga Opera House, a futurista Fiat Tagliero, a neorromânica Catedral Católica Romana e o  neoclássico Palácio do Governo.
Asmara é também sede da Universidade de Asmara e um forte do século XIX. Nela, encontra-se o Aeroporto Internacional de Asmara, e está conectada ao porto de Maçuá pela  Ferrovia Asmara-Maçuá. Asmara é sede do arcebispado da Igreja Ortodoxa Eritreia, que obteve autonomia eclesiástica em 1993. O arcebispo foi elevado a Patriarca da Eritreia em 1998, a par com a Igreja Ortodoxa Etíope.

## Cidades-irmãs
| - Bergen, Noruega - Cartum, Sudão - Kassala, Sudão | - Roma, Itália - Paris, França - Frankfurt, Alemanha | - Clarkston, Estados Unidos - Atlanta, Estados Unidos - Berkeley, Estados Unidos |